# Starship Titanic
Starship Titanic – komputerowa gra przygodowa wyprodukowana przez the Digital Village i wydana przez Simon & Schuster Interactive. Scenariusz napisał brytyjski pisarz Douglas Adams (Autostopem przez Galaktykę). Głosu użyczył m.in. Terry Jones, jeden z członków grupy Monty Python.